# Unutrašnjost Sunca
Unutrašnjost Sunca je jedan od glavnih delova Sunca, pored fotosfere i atmosfere. Sunčeva unutrašnjost obuhvata jezgro, radijacionu zonu, tahoklin i konvektivnu zonu.

## Delovi Sunčeve unutrašnjosti
Sunčeva unutrašnjost se sastoji od 4 dela:
- Sunčevo jezgro

Kompaktno Sunčevo jezgro zauzima prostor do četvrtine poluprečnika Sunca. Kao kod svih zvezda glavnog niza poznatih spektralnih klasa, energija se i kod Sunca proizvodi u jezgru. To je područje visoke temperature, oko 15,6 miliona K i pritiska 1016 Pa koji od centra opadaju ka površini.
Postupak nastajanja energije u jezgru se odvija nuklearnom fuzijom vodonika u helijum kada spajanjem 4 protona (jezgra atoma vodonika) nastaje jedno jezgro atoma helijuma (2 protona i 2 neutrona), pri čemu se oslobađaju subatomske čestice i energija u obliku gama-zračenja.
- Radijativna zona

Radijaciona ili radijativna zona je zona u kojoj se energija proizvedena u jezgru prenosi zračenjem, tj. radijacijom. Ona doseže do oko 70% poluprečnika Sunca. Radijaciona zona je prostran region visoke jonizacije veoma gustih gasova, sa ogromnim fluksom gama-zraka nastalih u Sunčevom jezgru. U ovoj zoni ovi gama-zraci interaguju sa materijom prosečno posle samo 1 mm svog kretanja, te tim interakcijama počinju da gube energiju i dalje se emituju sa manjom energijom (kao gama ili iks zraci).
- Tahoklin

Tahoklin je vrlo tanka prelazna zona između radijativne i konvektivne zone koja je u stabilnoj ravnoteži sa obe susedne zone i koja razgraničava uniformnu rotaciju u radijativnoj i diferencijalnu rotaciju materije u konvektivnoj zoni.
- Konvektivna zona

Konvektivna zona se javlja zbog velike neprozračnosti i velikog temepraturnog gradijenta, kada sa 106 K temperatura opadne do 103 K. To je oblast gde je materija dovoljno hladna i gde postoji dovoljno veliki gradijent temperature za javljanje molekulskih i jonskih veza. Temperatura Sunca opada udaljavajući se od centra, tako da su gasovi u ovoj oblasti manje jonizovani i zbog toga imaju veću mogućnost da apsorbuju fotone koji se dolaze iz radijativne zone. U ogromnim petljama gasovi prenose energiju do fotosfere, vidljive površine Sunca. Vreli mlazevi plazme se podižu vertikalno na gore, dok se ka dole spuštaju ohlađeni mlazovi.

## Proučavanje Sunčeve unutrašnjosti
Do 1975. godine Sunčeva unutrašnjost zaklonjena blještavom fotosferom, nije bila dostupna direktnim ispitivanjima i pretpostavke o njoj su se zasnovale samo na teorijskom modeliranju i delimičnim merenjima neutrinskog fluksa koji potiče iz termonuklearnih reakcija.

### Standardni model
Standardni model Sunčeve unutrašnjosti zasniva se na pretpostavkama:
- sferne simetrije
- konstantne mase tokom evolucije
- homogenog fizičkog sastava
- zanemarivanje rotacije
- zanemarivanje magnetnog polja

Osobine standardnog modela Sunčeve unutrašnjosti izračunavaju se pomoću osnovnih fizičkih zakona. Dobijeni rezultati na gornjoj granici modela upoređuju se sa posmatranim parametrima luminoznosti i Sunčevog poluprečnika, te se vrše potrebne korekcije.

### Detekcija neutrinskog fluksa
Prva informacija o Sunčevoj unutrašnjosti je dobijena detekcijom Sunčevih neutrina.
Problemom neutrina je nazvana izmerena 50-70% manja vrednost fluksa od očekivanog standardnim modelom, što je dugo vremena bio nerazjašnjeno pitanje i teorija nije bila u saglasnosti sa posmatranjima. Problem je rešen otkrićem neutrinskih oscilacija, čime je pokazano da mi ovakvim posmatranjima možemo da detektujemo samo jedan deo neutrina, te ovim eksperimentom nije narušen validnst teorije standardnog modela.

### Oscilacije na Suncu
Drugo važno otkriće pomoću kog se i danas prati Sunčeva unutrašnjost jesu bila oscilacije na Suncu. Godine 1962. Lajton je sa saradnicima otkrio petominutne oscilacije na Sunčevoj površini, a tek je 1975. godine u radovima Dojbnera, Andoa i Osakija i dokazano i eksperimentalno i teorijski da te oscilacije nisu sporadične i lokalne, već da celo Sunce vibrira poput rezonantnog oscilatora.
Helioseizmologijom se proučavaju oscilacije u Sunčevoj unutrašnjosti, analogno seizmološkim posmatranjima Zemljine unutrašnjosti. Metoda seizmologije je postala univerzalna metoda za posmatranje unutrašnjosti zvezda, nakon otkrića sličnih oscilacija na zvezdi Alfa Kentauri A, kao kasnije i na nekim drugim zvezdama.
Globalne oscilacije su vertikalna fotosferska kretanja malih amplituda od oko 25 metara izazvanih niskofrekventnim zvučnim talasima. Talasi različitih frekvencija prolaze različite putanje i prodiru do različitih dubina Sunčeve unutrašnjosti. Kako brzina ovih talasa zavisi od gustine i temperature, helioseizmološkim istraživanjima ispituju se pritisci, gustine i temperature na različitim dubinama Sunčeve unutrašnjosti. Periodi Sunčevih globalnih oscilacija se kreću između 2,5 i 11 minuta, ali dominiraju nikofrekventne oscilacije (0,003 Hz) na 5 minuta.

### SOHO
Satelit SOHO (енгл. Solar and Heliospheric Observatory) lansiran je 1995. godine i namenjen za registrovanje globalnih Sunčevih oscilacija. On je do sada najprecizniji napravljen instrument za proučavanje Sunca. Njegov cilj je da se bolje prouči heliosfera, oblast u kojoj se prostire Sunčevo zračenje i u kom se nalaze čestice i magnetno polje.
Najmanje očekivan rezultat dobijen ovim satelitom u proučavanju Sunčeve unutrašnjosti je promena brzine rotacije u konvektivnoj zoni, tj. određivanje profila brzine rotacije. Najsporije rotira njen gornji sloj koji ima debljinu oko 50.000 km. Rotacija se naizmenično ubrzava i usporava približavanjem donjoj granici konvektivne zone. Merenja su potvrdila da duboko ispod konvektivne zone Sunce rotira kao kruto telo, ali još uvek nije poznat uzrok ovakvog rotacionog profila duž Sunčevog poluprečnika.